# 長野原町
長野原町（日语：／ Naganohara machi */?）是群馬縣西北部的一町。是吾妻郡西部的中心。